# Campeonato Mundial de Atletismo Júnior de 2012 - Arremesso de peso feminino
A prova do arremesso de peso feminino do Campeonato Mundial de Atletismo Júnior de 2012 ocorreu no dia 10 de julho em Barcelona, na Espanha. 

## Recordes
Antes desta competição, os recordes mundiais e do campeonato nesta prova eram os seguintes:
|     | Nome              | Nacionalidade     | Distância | Local      | Data                |
| --- | ----------------- | ----------------- | --------- | ---------- | ------------------- |
| WJR | Astrid Kumbernuss | Alemanha Oriental | 20.54 m   | Orimattila | 1 de julho de 1989  |
| CR  | Cheng Xiaoyan     | China             | 18.74 m   | Lisboa     | 21 de julho de 1994 |

## Medalhistas
| Ouro                | Prata          | Bronze        |
| Shanice Craft (GER) | Gao Yang (CHN) | Bian Ka (CHN) |

## Cronograma
Todos os horários são locais (UTC+1).
| Data        | Hora  | Evento       |
| ----------- | ----- | ------------ |
| 10 de julho | 09:05 | Qualificação |
| 10 de julho | 20:20 | Final        |

## Resultados

### Qualificação
Qualificação: 15,70 m (Q) ou pelo menos melhor 12 qualificado (q) 
| Posição | Grupo | Atleta               | Nacionalidade  | #1    | #2    | #3    | Resultados | Notas |
| ------- | ----- | -------------------- | -------------- | ----- | ----- | ----- | ---------- | ----- |
| 1       | A     | Shanice Craft        | Alemanha       | 16.41 |       |       | 16.41      | Q,    |
| 2       | A     | Emel Dereli          | Turquia        | 16.27 |       |       | 16.27      | Q     |
| 3       | B     | Christina Hillman    | Estados Unidos | 15.09 | 15.36 | 16.11 | 16.11      | Q     |
| 4       | B     | Natalya Troneva      | Rússia         | 15.99 |       |       | 15.99      | Q     |
| 5       | A     | Bian Ka              | China          | x     | 15.66 | 15.88 | 15.88      | Q     |
| 6       | A     | Sophie McKinna       | Reino Unido    | 15.80 |       |       | 15.80      | Q     |
| 7       | B     | Gao Yang             | China          | 15.77 |       |       | 15.77      | Q     |
| 8       | B     | Jolien Boumkwo       | Bélgica        | 14.56 | x     | 15.38 | 15.38      | q,    |
| 9       | A     | Lezaan Jordaan       | África do Sul  | 14.79 | 15.27 | 15.07 | 15.27      | q,    |
| 10      | A     | Torie Owers          | Estados Unidos | 14.65 | 14.82 | x     | 14.82      | q     |
| 11      | B     | María Belén Toimil   | Espanha        | 13.98 | 14.52 | x     | 14.52      | q     |
| 12      | A     | Li-Chun Lai          | Taipé Chinesa  | 13.51 | 14.24 | 14.51 | 14.51      | q,    |
| 13      | B     | Fanny Roos           | Suécia         | 14.11 | 14.32 | x     | 14.32      |       |
| 14      | B     | Monia Cantarella     | Itália         | 13.99 | 14.09 | 14.30 | 14.30      |       |
| 15      | B     | Viktoriya Kolb       | Bielorrússia   | 14.25 | 14.23 | 14.15 | 14.25      |       |
| 16      | B     | Fadya Saad El Kasaby | Egito          | 13.24 | 13.72 | 14.10 | 14.10      |       |
| 17      | A     | Brittany Crew        | Canadá         | 13.32 | 13.92 | 14.03 | 14.03      |       |
| 18      | A     | Kätlin Piirimäe      | Estónia        | 13.33 | x     | 13.98 | 13.98      |       |
| 19      | A     | Petra Gamilec        | Croácia        | 13.61 | x     | 13.83 | 13.83      |       |
| 20      | B     | Andreea Huzum-Vitan  | Roménia        | 13.25 | 13.68 | 12.94 | 13.68      |       |
| 21      | A     | Ivanna Gallardo      | Chile          | 12.76 | 12.32 | 13.55 | 13.55      |       |
| 22      | B     | Jillian Weir         | Canadá         | 13.41 | 13.31 | x     | 13.41      |       |

### Final
A prova final foi realizada no dia 10 de julho ás 20:20. 
| Posição           | Atleta             | Nacionalidade  | #1    | #2    | #3    | #4    | #5    | #6    | Resultados | Notas           |
| ----------------- | ------------------ | -------------- | ----- | ----- | ----- | ----- | ----- | ----- | ---------- | --------------- |
| Medalha de ouro   | Shanice Craft      | Alemanha       | 17.15 | 16.12 | 16.12 | x     | x     | —     | 17.15      | WJL             |
| Medalha de prata  | Gao Yang           | China          | 16.45 | 16.34 | x     | 16.57 | x     | 16.14 | 16.57      |                 |
| Medalha de bronze | Bian Ka            | China          | 15.78 | 15.87 | 16.16 | 16.05 | 16.48 | 16.16 | 16.48      |                 |
| 4                 | Christina Hillman  | Estados Unidos | 16.03 | 15.94 | 16.27 | x     | 15.93 | 16.12 | 16.27      |                 |
| 5                 | Natalya Troneva    | Rússia         | 15.69 | 15.52 | 15.75 | 15.71 | 16.07 | 16.18 | 16.18      |                 |
| 6                 | Sophie McKinna     | Reino Unido    | 15.98 | 15.32 | 15.43 | 15.83 | 15.57 | x     | 15.98      |                 |
| 7                 | Torie Owers        | Estados Unidos | 15.00 | 15.88 | 15.17 | 15.13 | x     | 14.89 | 15.88      |                 |
| 8                 | Emel Dereli        | Turquia        | 14.71 | 15.86 | 15.33 | 15.35 | 15.76 | x     | 15.86      |                 |
| 9                 | Lezaan Jordaan     | África do Sul  | 15.37 | 14.82 | 14.96 |       |       |       | 15.37      | Recorde pessoal |
| 10                | Jolien Boumkwo     | Bélgica        | x     | 15.31 | 14.86 |       |       |       | 15.31      |                 |
| 11                | Li-Chun Lai        | Taipé Chinesa  | 14.30 | 14.08 | 13.47 |       |       |       | 14.30      |                 |
| 12                | María Belén Toimil | Espanha        | 14.29 | 13.96 | 14.24 |       |       |       | 14.29      |                 |

Legenda
| Recorde mundial       | Recorde mundial (World record)               |                       | Recorde africano                      | Recorde africano (African) |                                           | Q | Classificado por posição (Qualified) |
| Recorde do campeonato | Recorde do campeonato (Championship record)  | Recorde da América    | Recorde da América (Americas)         | q                          | Classificado por melhor tempo (Qualified) |   |                                      |
| Melhor marca do ano   | Melhor marca do ano (World leading)          | Recorde asiático      | Recorde asiático (Asian)              | DNS                        | Não largou (Did not start)                |   |                                      |
| Recorde nacional      | Recorde nacional (National record)           | Recorde europeu       | Recorde europeu (European)            | DNF                        | Não terminou (Did not finish)             |   |                                      |
| Recorde pessoal       | Recorde pessoal do atleta (Personal best)    | Recorde da Oceania    | Recorde da Oceania (Oceania)          | DSQ / DQ                   | Desclassificado (Disqualified)            |   |                                      |
| Recorde da temporada  | Recorde da temporada do atleta (Season best) | Recorde sul-americano | Recorde sul-americano (South America) | NM                         | Sem marca (No mark)                       |   |                                      |